# Grand Prix automobile d'Espagne 2023
GP précédent GP suivant
Le Grand Prix automobile d'Espagne 2023 (Formula 1 AWS Gran Premio de España 2023) disputé le 4 juin 2023 sur le circuit de Barcelone, est la 1086e épreuve du championnat du monde de Formule 1 courue depuis 1950. Il s'agit de la cinquante-troisième édition du Grand Prix d'Espagne comptant pour le championnat du monde de Formule 1 et de la huitième manche du championnat 2023. L'épreuve se dispute pour la trente-troisième fois depuis 1991 sur le circuit catalan (contre neuf fois à Jarama, cinq fois à Jerez et quatre fois au Parc de Montjuïc). Après une légère modification en 2021 (resurfaçage du virage no 10 transformé en courbe rapide), la chicane des virages no 14 et 15 avant la ligne droite des stands est supprimée ; le tracé retrouve ainsi son développement antérieur à 2007, qui correspond à celui du Grand Prix moto de Catalogne.
Une seule tentative en Q3 suffit à Max Verstappen pour mettre la concurrence à distance et obtenir sa première pole position à Barcelone, sa seconde consécutive une semaine après Monaco, et la vingt-quatrième de sa carrière. Alors que Charles Leclerc aux prises avec une SF-23 défaillante, ne parvient pas à s'extraire de la Q1, se retrouve avant-dernier et s'élance de la voie des stands, son coéquipier Carlos Sainz se hisse en première ligne à 462 millièmes de seconde du pilote Red Bull. Le regain de forme des McLaren et des Alpine se traduit par le troisième temps de Lando Norris, suivi par Pierre Gasly, qui réalisent chacun leur meilleure qualification de la saison ; le Normand étant pénalisé d'un recul de six places pour avoir gêné d'autres pilotes en Q3, Lewis Hamilton, qui s'est accroché avec son coéquipier George Russell en Q2, part en deuxième ligne. Sur la troisième ligne, figurent Lance Stroll et Esteban Ocon qui précèdent Nico Hülkenberg et Fernando Alonso, qui espérait mieux. Oscar Piastri devance Gasly sur la cinquième ligne. Juste derrière eux, Sergio Pérez n'est pas sorti de la Q2.
Formant un duo irrésistible avec sa monoplace, Max Verstappen rafle tout : le meilleur temps de tous les essais, la victoire, le meilleur tour, la domination du premier au soixante-sixième tour de la course et réalise le sixième hat trick et le troisième grand chelem de sa carrière. Il ne laisse que les miettes à ses rivaux au terme d'un week-end parfait ; « Ah non, pas parfait, je n'étais pas premier de la Q1 ! »  dit-il en riant après la course. Il remporte sa quarantième victoire, sa troisième consécutive et sa cinquième en sept courses, creusant un écart de 53 points sur son dauphin au championnat et coéquipier Sergio Pérez. Loin du double champion du monde en titre, les Mercedes, revigorées par l'abandon du concept sans pontons, obtiennent un double podium avec Lewis Hamilton et George Russell remonté de la douzième place sur la grille, après un excellent départ qui l'a vu pointer au septième rang après un tour.  
Verstappen parti en pneus medium, n'a qu'à repousser un assaut de Carlos Sainz, en pneus tendres, par l'extérieur du premier virage, avant de s'échapper et de conserver la tête, même lors de ses deux arrêts au stand, puis de réaliser le meilleur tour quand il le désire. Derrière, alors que Norris perd tout le bénéfice de son troisième temps en s'accrochant avec Hamilton, Sainz est rapidement victime du comportement incompréhensible de sa SF-23 avec les différents composants pneumatiques, souci également pointé par Leclerc qui termine hors des points. Il est ainsi dépassé par Hamilton puis par Russell et enfin par Pérez qui se classe quatrième âpres être parti onzième. Les Aston Martin terminent sixième et septième, Alonso clamant qu'il n'a aucune intention d'attaquer son coéquipier Lance Stroll alors qu'il tient un meilleur rythme. Les Alpine sont à nouveau dans les points, Ocon huitième et Gasly dixième grâce à une pénalité de cinq secondes infligée à Yuki Tsunoda qui poussé Guanyu Zhou hors piste ; le Chinois récupère les deux points de la neuvième place. 
Au classement du championnat du monde, Verstappen (cinq fois premier et deux fois deuxième en sept manches) qui totalise 170 points, est suivi par Pérez (117 points) et Alonso (99 points). Les pilotes Mercedes, Hamilton (87 points) et Russell (65 points), devancent les Ferrari de Sainz (58 points) et Leclerc (42 points). Au huitième rang, Stroll (35 points) précède les pilotes Alpine Ocon (25 points) et Gasly (15 points). Red Bull Racing, largement en tête du classement des constructeurs avec 287 points, est désormais suivi par Mercedes (152 points), qui dépasse Aston Martin (134 points). Ferrari (100 points) reste quatrième devant Alpine (40 points) et McLaren (17 points) ; suivent Alfa Romeo et Haas (8 points), AlphaTauri (2 points) et Williams (1 point).

## Pneus disponibles
| Pneus pour piste sèche | Pneus pour piste sèche | Pneus pour piste sèche | Pneus pluie    | Pneus pluie |
| ---------------------- | ---------------------- | ---------------------- | -------------- | ----------- |
| Durs (Type C1)         | Medium (Type C2)       | Tendres (Type C3)      | Intermédiaires | Pluie       |

- Pirelli propose deux trains de pneus durs à tester aux pilotes durant les deux premières séances d'essais libres ; il s'agit de la nouvelle spécification de pneus destinée à entrer en vigueur à Silverstone, le manufacturier craignant pour la durée de vie des gommes actuelles compte tenu des vitesses plus élevées cette année[3]. Cette nouvelle spécification devait initialement être introduite en 2024[4].

## Essais libres

### Première séance, le vendredi de 13 h 30 à 14 h 30
| Pos. | Pilote          | Voiture               | Chrono         | Écart     |
| ---- | --------------- | --------------------- | -------------- | --------- |
| 1    | Max Verstappen  | Red Bull-Honda RBPT   | 1 min 14 s 606 |           |
| 2    | Sergio Pérez    | Red Bull-Honda RBPT   | 1 min 15 s 374 | + 0 s 768 |
| 3    | Esteban Ocon    | Alpine-Renault        | 1 min 15 s 418 | + 0 s 812 |
| 4    | Nyck de Vries   | AlphaTauri-Honda RBPT | 1 min 15 s 504 | + 0 s 898 |
| 5    | Pierre Gasly    | Alpine-Renault        | 1 min 15 s 545 | + 0 s 939 |
| 6    | Fernando Alonso | Aston Martin-Mercedes | 1 min 15 s 547 | + 0 s 941 |

### Deuxième séance, le vendredi de 17 h à 18 h
| Pos. | Pilote          | Voiture               | Chrono         | Écart     |
| ---- | --------------- | --------------------- | -------------- | --------- |
| 1    | Max Verstappen  | Red Bull-Honda RBPT   | 1 min 13 s 907 |           |
| 2    | Fernando Alonso | Aston Martin-Mercedes | 1 min 14 s 077 | + 0 s 170 |
| 3    | Nico Hülkenberg | Haas-Ferrari          | 1 min 14 s 177 | + 0 s 270 |
| 4    | Sergio Pérez    | Red Bull-Honda RBPT   | 1 min 14 s 219 | + 0 s 312 |
| 5    | Esteban Ocon    | Alpine-Renault        | 1 min 14 s 242 | + 0 s 335 |
| 6    | Charles Leclerc | Ferrari               | 1 min 14 s 246 | + 0 s 339 |

### Troisième séance, le samedi de 12 h 30 à 13 h 30
| Pos. | Pilote           | Voiture               | Chrono         | Écart     |
| ---- | ---------------- | --------------------- | -------------- | --------- |
| 1    | Max Verstappen   | Red Bull-Honda RBPT   | 1 min 13 s 664 |           |
| 2    | Sergio Pérez     | Red Bull-Honda RBPT   | 1 min 13 s 914 | + 0 s 250 |
| 3    | Lewis Hamilton   | Mercedes              | 1 min 14 s 072 | + 0 s 408 |
| 4    | Carlos Sainz Jr. | Ferrari               | 1 min 14 s 240 | + 0 s 576 |
| 5    | Fernando Alonso  | Aston Martin-Mercedes | 1 min 14 s 264 | + 0 s 600 |
| 6    | George Russell   | Mercedes              | 1 min 14 s 278 | + 0 s 614 |

- La FIA et Niels Wittich, le directeur de course, allouent un train de pneus intermédiaires en plus : « Sur la base des prévisions du fournisseur de services météorologiques officiel, un jeu supplémentaire de pneus intermédiaires sera mis à la disposition de chaque pilote avant le début des qualifications. » Les pilotes disposent donc de cinq trains de pneumatiques au lieu des quatre habituels[8],[9].
- Au lancement de la session, la piste est encore sèche mais un orage violent approche du circuit ; tous les pilotes se précipitent en piste pour enchaîner le plus de relais possibles. Après seulement huit minutes, Logan Sargeant part à la faute dans le dernier virage, en tapant légèrement le mur de pneus du côté gauche et le drapeau rouge est brandi. Lorsque la séance reprend, les premières gouttes de pluie font leur apparition et aucun pilote ne reprend la piste[8],[9].
- À une demi-heure du terme, Lando Norris s'élance en pneus intermédiaires mais ne fait qu'un tour de reconnaissance, la piste n'étant pas assez humide ; il retente alors une sortie en pneus pour le sec, sans plus de réussite. Aucun pilote ne parvient par la suite à améliorer les temps établis avant l'interruption[8],[9].

## Séance de qualification

### Résultats des qualifications
| Pos.                                                                                      | Pilote           | Écurie                | Qualifications 1 | Qualifications 2 | Qualifications 3 |
| ----------------------------------------------------------------------------------------- | ---------------- | --------------------- | ---------------- | ---------------- | ---------------- |
| 1                                                                                         | Max Verstappen   | Red Bull-Honda RBPT   | 1 min 13 s 615   | 1 min 12 s 760   | 1 min 12 s 272   |
| 2                                                                                         | Carlos Sainz Jr. | Ferrari               | 1 min 13 s 411   | 1 min 12 s 790   | 1 min 12 s 734   |
| 3                                                                                         | Lando Norris     | McLaren-Mercedes      | 1 min 13 s 295   | 1 min 12 s 776   | 1 min 12 s 792   |
| 4                                                                                         | Pierre Gasly     | Alpine-Renault        | 1 min 13 s 471   | 1 min 13 s 186   | 1 min 12 s 816   |
| 5                                                                                         | Lewis Hamilton   | Mercedes              | 1 min 12 s 937   | 1 min 12 s 999   | 1 min 12 s 818   |
| 6                                                                                         | Lance Stroll     | Aston Martin-Mercedes | 1 min 13 s 766   | 1 min 13 s 082   | 1 min 12 s 994   |
| 7                                                                                         | Esteban Ocon     | Alpine-Renault        | 1 min 13 s 433   | 1 min 13 s 001   | 1 min 13 s 083   |
| 8                                                                                         | Nico Hülkenberg  | Haas-Ferrari          | 1 min 13 s 420   | 1 min 13 s 283   | 1 min 13 s 229   |
| 9                                                                                         | Fernando Alonso  | Aston Martin-Mercedes | 1 min 13 s 747   | 1 min 13 s 098   | 1 min 13 s 507   |
| 10                                                                                        | Oscar Piastri    | McLaren-Mercedes      | 1 min 13 s 691   | 1 min 13 s 059   | 1 min 13 s 682   |
| 11                                                                                        | Sergio Pérez     | Red Bull-Honda RBPT   | 1 min 13 s 874   | 1 min 13 s 334   |                  |
| 12                                                                                        | George Russell   | Mercedes              | 1 min 13 s 326   | 1 min 13 s 447   |                  |
| 13                                                                                        | Zhou Guanyu      | Alfa Romeo-Ferrari    | 1 min 13 s 677   | 1 min 13 s 521   |                  |
| 14                                                                                        | Nyck de Vries    | AlphaTauri-Honda RBPT | 1 min 13 s 581   | 1 min 14 s 083   |                  |
| 15                                                                                        | Yuki Tsunoda     | AlphaTauri-Honda RBPT | 1 min 13 s 862   | 1 min 14 s 477   |                  |
| 16                                                                                        | Valtteri Bottas  | Alfa Romeo-Ferrari    | 1 min 13 s 977   |                  |                  |
| 17                                                                                        | Kevin Magnussen  | Haas-Ferrari          | 1 min 14 s 042   |                  |                  |
| 18                                                                                        | Alexander Albon  | Williams-Mercedes     | 1 min 14 s 063   |                  |                  |
| 19                                                                                        | Charles Leclerc  | Ferrari               | 1 min 14 s 079   |                  |                  |
| 20                                                                                        | Logan Sargeant   | Williams-Mercedes     | 1 min 14 s 699   |                  |                  |
| Temps minimal à réaliser pour la qualification : 1 min 18 s 042 (107 % de 1 min 12 s 937) |                  |                       |                  |                  |                  |

### Grille de départ
- Pierre Gasly, auteur du quatrième temps, est pénalisé d'un recul de six places pour avoir gêné Carlos Sainz Jr. et Max Verstappen pendant les qualifications ; il s'élance dixième[11] ;
- sa voiture ayant été modifiée sous le régime du parc fermé, Charles Leclerc, auteur du dix-neuvième temps, prend le départ depuis la voie des stands[12] ;
- sa voiture ayant été modifiée sous le régime du parc fermé, Logan Sargeant, auteur du dernier temps, prend le départ depuis la voie des stands[13].

## Course

### Classement de la course
| Pos. | no | Pilote           | Écurie                | Tours | Temps/Abandon                           | Grille  | Points |
| ---- | -- | ---------------- | --------------------- | ----- | --------------------------------------- | ------- | ------ |
| 1    | 1  | Max Verstappen   | Red Bull-Honda RBPT   | 66    | 1 h 27 min 57 s 940 (209,561 km/h)      | 1       | 25 + 1 |
| 2    | 44 | Lewis Hamilton   | Mercedes              | 66    | + 24 s 090                              | 4       | 18     |
| 3    | 63 | George Russell   | Mercedes              | 66    | + 32 s 389                              | 12      | 15     |
| 4    | 11 | Sergio Pérez     | Red Bull-Honda RBPT   | 66    | + 35 s 812                              | 11      | 12     |
| 5    | 55 | Carlos Sainz Jr. | Ferrari               | 66    | + 45 s 698                              | 2       | 10     |
| 6    | 18 | Lance Stroll     | Aston Martin-Mercedes | 66    | + 1 min 03 s 320                        | 5       | 8      |
| 7    | 14 | Fernando Alonso  | Aston Martin-Mercedes | 66    | + 1 min 04 s 127                        | 8       | 6      |
| 8    | 31 | Esteban Ocon     | Alpine-Renault        | 66    | + 1 min 09 s 242                        | 6       | 4      |
| 9    | 24 | Zhou Guanyu      | Alfa Romeo-Ferrari    | 66    | + 1 min 11 s 878                        | 13      | 2      |
| 10   | 10 | Pierre Gasly     | Alpine-Renault        | 66    | + 1 min 13 s 530                        | 10      | 1      |
| 11   | 16 | Charles Leclerc  | Ferrari               | 66    | + 1 min 14 s 419                        | pitlane |        |
| 12   | 22 | Yuki Tsunoda     | AlphaTauri-Honda RBPT | 66    | + 1 min 15 s 416 (dont 5 s de pénalité) | 15      |        |
| 13   | 81 | Oscar Piastri    | McLaren-Mercedes      | 65    | + 1 tour                                | 9       |        |
| 14   | 21 | Nyck de Vries    | AlphaTauri-Honda RBPT | 65    | + 1 tour                                | 14      |        |
| 15   | 27 | Nico Hülkenberg  | Haas-Ferrari          | 65    | + 1 tour                                | 7       |        |
| 16   | 23 | Alexander Albon  | Williams-Mercedes     | 65    | + 1 tour                                | 18      |        |
| 17   | 4  | Lando Norris     | McLaren-Mercedes      | 65    | + 1 tour                                | 3       |        |
| 18   | 20 | Kevin Magnussen  | Haas-Ferrari          | 65    | + 1 tour                                | 17      |        |
| 19   | 77 | Valtteri Bottas  | Alfa Romeo-Ferrari    | 65    | + 1 tour                                | 16      |        |
| 20   | 2  | Logan Sargeant   | Williams-Mercedes     | 65    | + 1 tour                                | pitlane |        |

### Pole position et record du tour
- Pole position :  Max Verstappen (Red Bull-Honda RBPT) en 1 min 12 s 272 (231,874 km/h)[15].
- Meilleur tour en course :  Max Verstappen (Red Bull-Honda RBPT) en 1 min 16 s 330 (219,641 km/h) au soixante-et-unième tour ; vainqueur de la course, il remporte le point bonus associé au meilleur tour[16].

### Tours en tête
- Max Verstappen (Red Bull-Honda RBPT) : 66 tours (1-66)[17]

## Classements généraux à l'issue de la course
| Pos. | Pilote           | Écurie                | Points |
| ---- | ---------------- | --------------------- | ------ |
| 1    | Max Verstappen   | Red Bull-Honda RBPT   | 170    |
| 2    | Sergio Pérez     | Red Bull-Honda RBPT   | 117    |
| 3    | Fernando Alonso  | Aston Martin-Mercedes | 99     |
| 4    | Lewis Hamilton   | Mercedes              | 87     |
| 5    | George Russell   | Mercedes              | 65     |
| 6    | Carlos Sainz Jr. | Ferrari               | 58     |
| 7    | Charles Leclerc  | Ferrari               | 42     |
| 8    | Lance Stroll     | Aston Martin-Mercedes | 35     |
| 9    | Esteban Ocon     | Alpine-Renault        | 25     |
| 10   | Pierre Gasly     | Alpine-Renault        | 15     |
| 11   | Lando Norris     | McLaren-Mercedes      | 12     |
| 12   | Nico Hülkenberg  | Haas-Ferrari          | 6      |
| 13   | Oscar Piastri    | McLaren-Mercedes      | 5      |
| 14   | Valtteri Bottas  | Alfa Romeo-Ferrari    | 4      |
| 15   | Zhou Guanyu      | Alfa Romeo-Ferrari    | 4      |
| 16   | Yuki Tsunoda     | AlphaTauri-Honda RBPT | 2      |
| 17   | Kevin Magnussen  | Haas-Ferrari          | 2      |
| 18   | Alexander Albon  | Williams-Mercedes     | 1      |

| Pos. | Écurie                | Points |
| ---- | --------------------- | ------ |
| 1    | Red Bull-Honda RBPT   | 287    |
| 2    | Mercedes              | 152    |
| 3    | Aston Martin-Mercedes | 134    |
| 4    | Ferrari               | 100    |
| 5    | Alpine-Renault        | 40     |
| 6    | McLaren-Mercedes      | 17     |
| 7    | Haas-Ferrari          | 8      |
| 8    | Alfa Romeo-Ferrari    | 8      |
| 9    | AlphaTauri-Honda RBPT | 2      |
| 10   | Williams-Mercedes     | 1      |

## Statistiques
Le Grand Prix d'Espagne 2023 représente :
- la 24e pole position de Max Verstappen, sa quatrième de la saison et sa première à Barcelone[20] ;
- la 40e victoire de Max Verstappen, sa cinquième de la saison[21] ;
- le 6e hat trick de Max Verstappen[22] ;
- le 3e grand chelem de Max Verstappen[23] ;
- la 99e victoire de Red Bull, la septième en sept épreuves disputées[24] ;
- la 7e victoire de Honda RBPT en tant que motoriste, invaincu à ce point de la saison[25].

Au cours de ce Grand Prix :
- Max Verstappen mène une course de bout en bout pour la neuvième fois de sa carrière, une semaine après avoir mené intégralement l'épreuve monégasque[26] ;
- Lewis Hamilton est élu « pilote du jour » à l'issue d'un vote organisé sur le site officiel de la Formule 1[27] ;
- Derek Warwick (146 départs en Grands Prix entre 1981 et 1993, quatre podiums, 71 points inscrits) est nommé conseiller par la FIA pour aider dans leurs jugements le groupe des commissaires de course[28].